# フォン・ノイマンの不等式
数学の作用素論の分野において、ジョン・フォン・ノイマンの名にちなむフォン・ノイマンの不等式（フォン・ノイマンのふとうしき、英: von Neumann's inequality）とは、T をあるヒルベルト空間上の縮小とし、p をある多項式としたとき、p(T) のノルムは単位円板内の z に対する |p(z)| の上限によって上から評価されることを表す不等式である。言い換えると、固定された縮小写像 T に対する多項式汎関数計算写像は、それ自身が縮小写像となる。この不等式は T のユニタリ伸張を考えることで直ちに証明することが出来る。
この不等式は、次に述べるマツエフの予想の特別な場合である：任意の多項式 P と、{\displaystyle L^{p}} 上の任意の縮小写像 T に対して
{\displaystyle \|P(T)\|_{L^{p}}\leq \|P(S)\|_{\ell ^{p}}}
が成立する（という予想）。ここで S は右シフト作用素である。フォン・ノイマンの不等式によれば {\displaystyle p=2} の場合にこの予想が正しいことが分かる。また {\displaystyle p=1} と {\displaystyle p=\infty } の場合も、直接的な計算により分かる。しかし近年、ドルリーによってこの予想は一般の場合には成立しないことが示された。